# Smečno
Smečno, bis 1882 Muncifaj, (deutsch Smetschno, auch Smeczno, Smeczna, früher Munzifay, Muncifay) ist eine Stadt in Tschechien. Sie liegt sieben Kilometer nordwestlich von Kladno und gehört zum Okres Kladno.

## Geographie
Smečno befindet sich in den südöstlichen Ausläufern des Džbán-Hügellandes. Durch den Ort führt die Straße II/236 zwischen Slaný und Stochov.
Nachbarorte sind Přelíc im Norden, Kvíc, Těhule und Hrdlív im Nordosten, Třebichovice im Osten, Vinařice im Südosten, Svinařov und Skalka im Süden, Kačice und Obora im Südwesten, Nová Ves im Westen sowie Ledce und Šternberk im Nordwesten.

## Geschichte

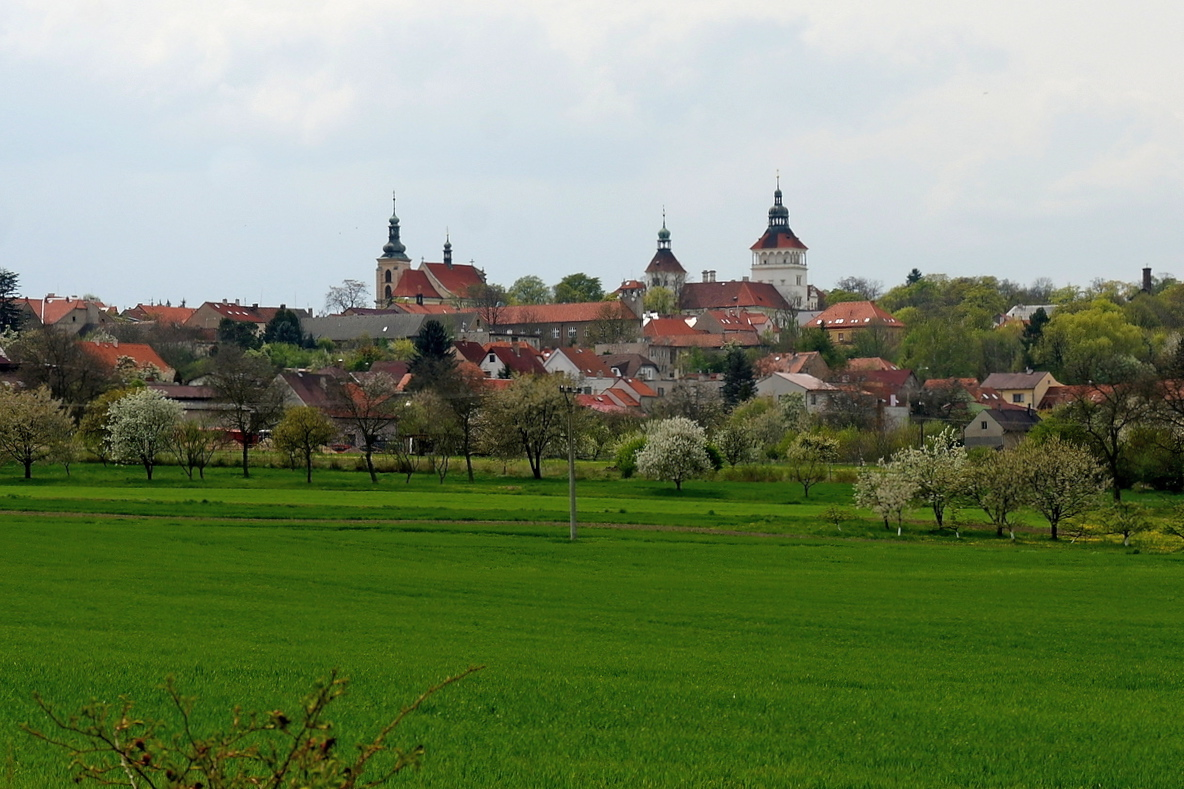
Smečno von Südwesten

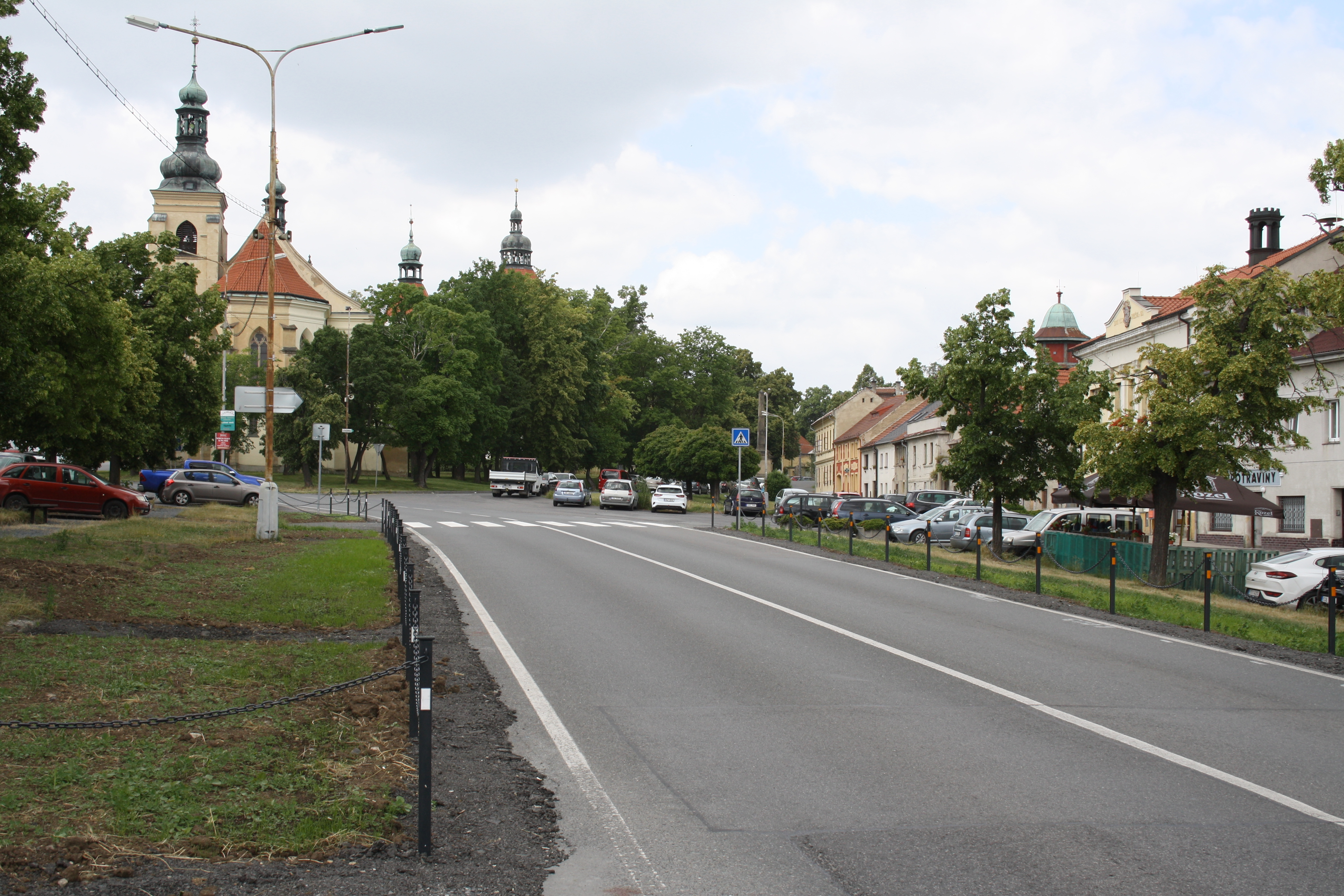
Ortsmitte mit Kirche und Turmspitzen des Schlosses

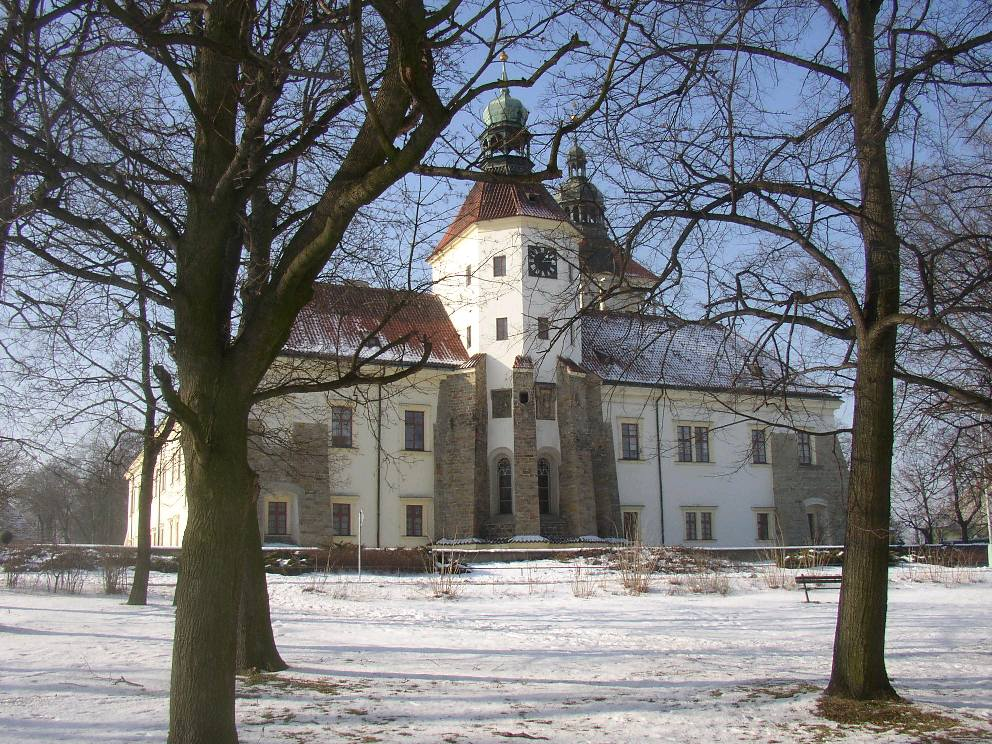
Schloss Smečno

Die erste urkundliche Erwähnung der Feste Smečno erfolgte im Jahre 1252 als Sitz des Vladiken Bolezlav de Zmecen. 1418 erwarb Markwart von Martinic die Feste Smečno. Dessen Sohn Bořita ließ um 1460 die Feste vergrößern und die Annenkapelle errichten. Nach dem Tode des königlichen Höflings Bořita von Martinic im Jahre 1479 gab sich das Geschlecht den Namen Bořita von Martinic. Bis zum Beginn des 16. Jahrhunderts erweiterten die Bořita von Martinic die Herrschaft auf 17 Dörfer. Auf Gesuch des Hynek Bořita von Martinic erhob Wladislaw II. Jagiello Smečno am 26. Mai 1510 zu einem Mediatstädtchen, das den Namen Muncifaj erhielt. Am 28. Dezember 1515 erhob Wladislaw II. Muncifaj schließlich zur Stadt.
Georg Bořita von Martinic begann ab 1586 mit dem Umbau der Feste zu einem Renaissanceschloss, das unter seinem Neffen Jaroslav Bořita von Martinic vollendet wurde. Jaroslav führte seine Untertanen zu Beginn des 17. Jahrhunderts erfolgreich zum Katholizismus zurück. Er war einer bedeutendsten katholischen Politiker Böhmens. Nach der Schlacht am Weißen Berg gelang es Jaroslav Bořita, das Gebiet der Herrschaft Muncifaj zu verdreifachen. Zudem wurde er in den Grafenstand erhoben. 1711 wurden die ersten nach Böhmen eingeführten Kartoffeln nach Muncifaj verbracht, um sie dort versuchsweise anzubauen. 1789 erlosch das Grafengeschlecht Martinic im Mannesstamme, 1791 fielen die Güter der neu entstandenen Grafenlinie Clam-Martinic zu. 1815 führte Josef Božek im Schlosspark sein Dampfautomobil vor.
1848 wurde Muncifaj eine selbstständige Stadt im Bezirk Slaný. Im Jahre 1882 erfolgte die amtliche Umbenennung in Smečno, da diese Bezeichnung unter der Bevölkerung gebräuchlicher als der offizielle Name war. Auf Betreiben des Besitzers von Smečno, Heinrich Clam-Martinic, entstand zwischen 1903 und 1904 die Schmalspurbahn Slaný – Smečno – Kačice. Nach Erteilung der Konzession wurde 1908 auf der 15 km langen Strecke mit 700-mm-Spur der öffentliche Güterverkehr aufgenommen. 1911 wurden zwei Personenwagen angeschafft, die jedoch nur für den internen Verkehr in der Herrschaft verwendet wurden. 1913 fuhr Franz Ferdinand von Österreich-Este mit der Bahn zur Jagd nach Studeněves. Die Güter der Grafen Clam-Martinic wurden nach der Gründung der Tschechoslowakei verstaatlicht. Nach der Verstaatlichung der Bahn dienten die Personenwagen zum Transport der Beamten des Eisenbahnministeriums auf deren Inspektionen. Die Strecke wurde später vorrangig als Rübenbahn genutzt und 1932 eingestellt.
Seit 1961 gehört Smečno zum Okres Kladno. Das Stadtzentrum ist als städtisches Denkmalschutzgebiet geschützt.

## Stadtgliederung
Für Smečno sind keine Ortsteile ausgewiesen.

## Persönlichkeiten

### Söhne und Töchter der Stadt
- Johann Prokop Mayer (1737–1804), Lustgärtner
- Zdeněk Liška (1922–1983), Filmkomponist

### Weitere Persönlichkeiten, die in Smečno gelebt haben
- Carl Joseph von Clam-Martinic (1760–1826), österreichischer Oberstlandkämmerer

## Sehenswürdigkeiten
- Schloss Smečno, der Renaissancebau mit der Schlosskapelle der hl. Anna entstand ab 1586 aus einer Feste. Es wird als Sozialfürsorgeanstalt für Frauen genutzt und ist nicht zugänglich.
- Schlosspark, in dem englischen Landschaftspark befindet sich die von Kilian Ignaz Dienzenhofer erbaute barocke Salla terrena mit einem Deckenfresko von Jan Karel Kovář. Wegen seiner Nutzung als Sozialfürsorgeheim für Männer ist das Bauwerk für die Öffentlichkeit geschlossen.
- Kirche der hl. Dreifaltigkeit, der für Georg Bořita von Martinic errichtete Bau wurde 1587 geweiht, die Renaissanceorgel ist die älteste funktionsfähige Orgel in Europa. Sie stammt aus dem Jahre 1620, ihr Kasten von 1587.
- Dreifaltigkeitssäule, geschaffen 1744 von Ignaz Franz Platzer
- Statue des hl. Georg als Drachentöter, auf dem Markt, geschaffen im 18. Jahrhundert
- Grablege der Familie Clam-Martinic auf dem alten Friedhof
- Gedenkobelisk an die Rekatholisierung der Herrschaft Smečno durch Jaroslav Borsita von Martinic, errichtet zu Beginn des 17. Jahrhunderts
- Militärfreilichtmuseum, der Bunker vom Typ 37/B2-80z ist einer der wenigen erhaltenen Befestigungsanlagen der Prager Linie des Tschechoslowakischen Walls. Er wurde originalgetreu reausstaffiert.
- Naturdenkmal Smečenská rokle, die Plänerklamm liegt südwestlich der Stadt